# يوليوس لي جاكوبسن
يوليوس لي جاكوبسن (بالإنجليزية: Julius Leigh Jacobsen) هو لاعب شطرنج أسترالي، ولد في 28 مايو 1862 في كينغستون أبون هال في المملكة المتحدة، وتوفي في 1 يونيو 1916 في سيدني في أستراليا.

## وصلات خارجية
- يوليوس لي جاكوبسن على موقع مباريات الشطرنج (الإنجليزية)